# Cycas nathorstii
Cycas nathorstii là một loài thực vật hạt trần trong họ Cycadaceae. Loài này được J.Schust. mô tả khoa học đầu tiên năm 1932.